# Tornese
Tornese (1952-1966) est un cheval de course participant aux courses de trot. Surnommé "L'Alezan volant", il est avec Varenne le plus célèbre des trotteurs italiens.

## Carrière de courses
Tornese nait en 1952 au haras de son propriétaire Sebastiano Manzoni, installé à Prato Pagano, dans la province de Côme, en Lombardie. Il débute sous la férule de l'entraîneur Mario Santi assez tard, à 3 ans révolus, et commence à aligner les victoires : 9, en 15 sorties, mais sans disputer les grandes épreuves dédiées aux poulains de 3 ans. C'est seulement à 4 ans qu'il affronte l'élite des trotteurs du pays, et s'y installe définitivement fin 1956 avec une première victoire dans le Grand Prix des Nations. Au printemps 1957, il change d'entraîneur et rejoint l'effectif de Sergio Brighenti, avec lequel il franchit un cap. À 5 ans, il devient le meilleur trotteur d'Italie, alignant les victoires, notamment dans le Grand Prix de la Loterie, le Championnat Européen et le Gran Premio Freccia d'Europa. C'est à cette époque qu'émerge un cheval plus jeune d'un an, qui va devenir son plus grand rival : Crevalcore. L'un est un bai brun quasiment noir quand l'autre est alezan brûlé : Crevalcore et Tornese, le brun et le blond, vont s'affronter quelque soixante fois, un chiffre inimaginable aujourd'hui. La première manche va au cadet : Crevalcore remporte le Grand Prix des Nations 1957 devant Tornese. Ce dernier aura sa revanche, ses revanches plutôt, parfois éclatantes comme sa victoire dans le Gran Premio Duomo 1958 de quatre longueurs, avec un record de vitesse qui tiendra dix-huit ans. Cette année-là, il est de toute façon intouchable : 27 victoires en 30 sorties et un premier titre de Champion d'Italie, une sorte de championnat composé de dix courses, que Tornese va toutes remporter.  
Mais Tornese n'a pas que son compatriote Crevalcore pour rival, il doit composer aussi avec les meilleurs chevaux de l'époque, qui s'affrontent dans toute l'Europe. À commencer par les Français, la star Gélinotte, qu'il défait dans la Loterie 1957, le phénomène Jamin qui le devance aux États-Unis lors de la première édition de l'International Trot, l'officieux championnat du monde des trotteurs, ou la championne Masina face à laquelle il s'incline dans l'édition 1961 du Prix d'Amérique. Ce roi sans couronne ne remporta en effet jamais la course reine du trotting mondial, malgré cinq tentatives qui se soldèrent par deux deuxièmes places et une troisième. En revanche, il remporta à deux reprises une autre grande épreuve française, le Grand Critérium de Vitesse de la Côte d'Azur, la première en 1960 devant le Hollandais Hairos II, qui l'avait battu quelques mois plus tôt dans l'Amérique, et Jamin. 
Tornese se retire de la compétition en 1962 avec un compte en banque bien garni (340 millions de Lires), accumulé lors de ses 221 courses (pour la bagatelle de 130 victoires), le double des plus stakhanovistes des trotteurs contemporains. Il meurt relativement jeune, à 14 ans, en 1966. Sa popularité était immense, et sa rivalité avec Crevalcore a fait la légende des courses italiennes. Ainsi lorsque le 18 mars 2003, la Poste de Saint-Marin a émis une série de 4 timbres en hommage aux plus grands chevaux italiens, Tornese figure aux côtés des purs-sangs Molvedo et Ribot, et de Varenne, l'autre légende du trot italien. En 2000, alors que la carrière de Varenne battait son plein, Tornese était élu trotteur italien du siècle.  

## Palmarès sélectif
Italie
- Gran Premio de la Loteria (1957, 1958, 1962)
- Gran Premio delle Nazionie (1956, 1959)
- Gran Premio Freccia d'Europa (1957, 1958, 1962)
- Campionato Europeo (1957, 1958, 1961, 1962)
- Championnat d’Italie (1958, 1959, 1960, 1961)
- Premio della Repubblica (1958, 1959, 1961)
- Gran Premio Città di Montecatini (1958, 1960, 1962)
- Premio Roma (1957, 1960)
- Grand Prix d’Hiver de Milan (1957)
- Grand Prix de la Victoire (1958)
- Gran Premio della Fiera (1960)
- Premio Tor di Valle (1959, 1960, 1961)
- 2e Grand Prix des Nations (1957, 1958, 1961)
- 2e Campionato Europeo (1959, 1960)
- 2e Grand Prix de la Loterie (1960, 1962)
- 2e Gran Premio della Fiera (1957)
- 2e Premio Roma (1958)
- 2e Gran Premio Freccia d'Europa (1960)
- 3e Gran Premio Freccia d'Europa (1961)

 France
- Grand Critérium de Vitesse de la Côte d'Azur (1960, 1961)
- 2e Prix d’Amérique (1960, 1961)
- 3e Prix d’Amérique (1959)

 États-Unis
- 2e International Trot (1959)

 Union européenne
- Grand Circuit Européen (1961)

## Origines
La paternité de Tornese est sujette à caution. S'il est assurément l’œuvre d'un étalon français, le doute subsiste pour savoir qui de Tabac Blond ou de Pharaon est véritablement son père. Quant à sa mère, c'est une jument italienne d'origine américaine, fille d'un lauréat de Prix d'Amérique, De Sota. 
| Origines de Tornese        | Origines de Tornese  | Origines de Tornese       | Origines de Tornese       |
| -------------------------- | -------------------- | ------------------------- | ------------------------- |
| Père Tabac Blonc (FR) 1941 | Kozyr (FR) 1932      | Trianon (FR) 1919         | Intermède (FR) 1908       |
| Père Tabac Blonc (FR) 1941 | Kozyr (FR) 1932      | Trianon (FR) 1919         | Luna Park (FR) 1911       |
| Père Tabac Blonc (FR) 1941 | Kozyr (FR) 1932      | Zsiba (FR) 1920           | The Harvester (US) 1905   |
| Père Tabac Blonc (FR) 1941 | Kozyr (FR) 1932      | Zsiba (FR) 1920           | Petress Burton (US) 1912  |
| Père Tabac Blonc (FR) 1941 | Mauve (FR) 1934      | Intermède ou Bridge ?     | ?                         |
| Père Tabac Blonc (FR) 1941 | Mauve (FR) 1934      | Intermède ou Bridge ?     | ?                         |
| Père Tabac Blonc (FR) 1941 | Mauve (FR) 1934      | ?                         | ?                         |
| Père Tabac Blonc (FR) 1941 | Mauve (FR) 1934      | ?                         | ?                         |
| Mère Balboa (IT) 1947      | De Sota (US) 1934    | Peter Volo (US) 1911      | Peter The Great (US) 1895 |
| Mère Balboa (IT) 1947      | De Sota (US) 1934    | Peter Volo (US) 1911      | Nervolo Belle (US) 1906   |
| Mère Balboa (IT) 1947      | De Sota (US) 1934    | Symphonia (US) 1924       | Guy Axworthy (US) 1902    |
| Mère Balboa (IT) 1947      | De Sota (US) 1934    | Symphonia (US) 1924       | Mary Tipton (US)          |
| Mère Balboa (IT) 1947      | Alma Mater (IT) 1939 | Spencer McElwyn (US) 1930 | Spencer (US) 1925         |
| Mère Balboa (IT) 1947      | Alma Mater (IT) 1939 | Spencer McElwyn (US) 1930 | Miss McElwyn (US) 1922    |
| Mère Balboa (IT) 1947      | Alma Mater (IT) 1939 | Ave Roma (IT) 1932        | David Guy (US) 1915       |
| Mère Balboa (IT) 1947      | Alma Mater (IT) 1939 | Ave Roma (IT) 1932        | Hollyrood Queen (US) 1924 |